# Agusan
Agusan je řeka na filipínském ostrově Mindanao. Je dlouhá 390 km a její povodí má rozlohu 11 937 km². Je třetí nejdelší řekou Filipín a má ze všech řek v zemi nejdelší splavný úsek (260 km), který sloužil prvním Evropanům k pronikání do vnitrozemí ostrova.

## Popis
Řeka pramení na hoře Mount Tagabud v Compostelském údolí a protéká východní částí Mindanaa (regiony Davao a Caraga). V přístavním městě Butuan se vlévá do stejnojmenného zálivu Boholského moře. Podle řeky jsou pojmenovány filipínské provincie Agusan del Sur a Agusan del Norte. Na středním toku Agusanu se nacházejí lesy s těžbou vzácných dřev, dolní tok lemuje široké úrodné údolí, kde se pěstuje rýže, kokosové ořechy a tropické ovoce. Významný je i rybolov a začíná se rozvíjet turistický ruch. Nedaleko města Bunawan se nacházejí rozsáhlé močály, které jsou chráněny podle Ramsarské úmluvy a které proslavil samec krokodýla mořského Lolong, s délkou 617 cm největší spolehlivě změřený exemplář krokodýla na světě.